# 金販路站
金販路站（英語：Goldhawk Road tube station）是倫敦地鐵的一個車站，位於漢默史密斯-富勒姆區的金販路南側。金販路站是環線和漢默史密斯及城市線的車站，位於倫敦第2收費區。

## 外部連結
- . London Transport Museum.   [2016-02-28]. （原始内容存档于2008-03-18）.
  - Goldhawk Road station, 1937
  - Goldhawk Road station, 1978
  - Goldhawk Road station, 2001